# Макротурбулентність
Макротурбулентність (рос. макротурбулентность; англ. macroturbulence; нім. Makroturbulenz f) — турбулентність, для якої характерні розміри рухомих мас турбулентного потоку (масштаби турбулентності) виявляються сумірними з характерними поперечними розмірами самого потоку (глибиною відкритого потоку, діаметром трубопроводу тощо). Макротурбулентності відповідають найнижчі частоти пульсації швидкостей.